# Hassan-Pascha-Moschee

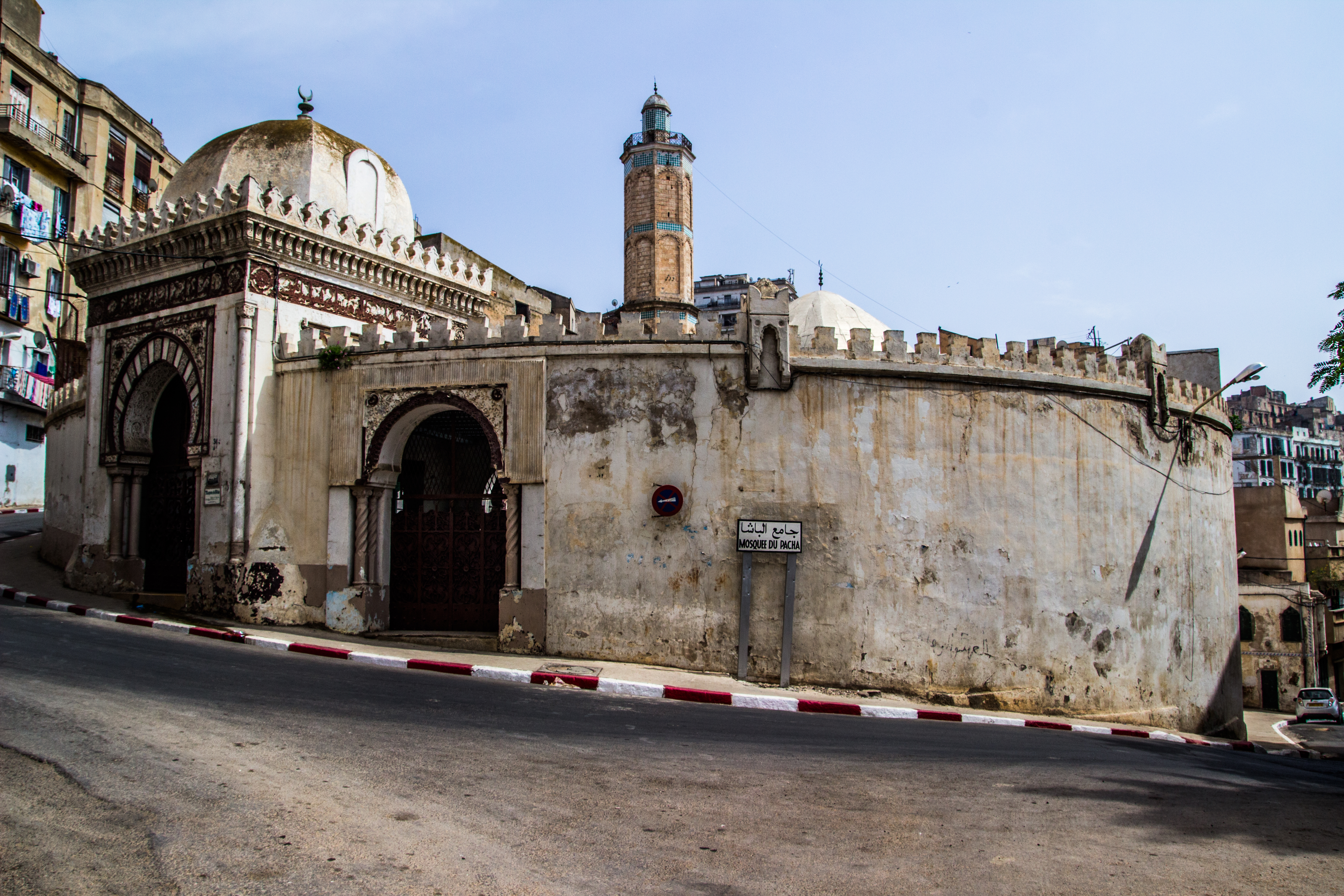
Eingang der Hassan-Pascha-Moschee (Aufnahmedatum unbekannt)

Die Hassan-Pascha-Moschee (arabisch مسجد حسن الباشا Masdschid Hassan El-bascha, französisch Mosquée de Hassan Pacha) befindet sich im Viertel Sidi El-Houari der westalgerischen Küstenstadt Oran und wurde 1797 während der Regentschaft von Bey Mohammed El-Kebir auf Befehl von Pascha Hassan Baba von Algier erbaut.